# 凌启鸿
凌启鸿（1933年5月13日—2020年5月29日），男，汉族，江苏启东人，中华人民共和国农学家、作物栽培学家、政治人物，曾任江苏省人民政府副省长、江苏省人大常委会副主任，第六届全国人大代表。

## 生平
1933年5月出生于江苏省启东县久隆镇。1951年7月毕业于南通农校，任江苏省高邮苏北稻作试验场技术员。1952年至1956年在苏北农学院农学专业学习，毕业后留校任教。1973年3月赴几内亚波尔多农研站从事援外工作。1976年8月开始在江苏农学院工作，历任讲师、副教授、农学系副主任。1982年至1983年任院长。1983年晋升教授。长期从事作物栽培和宏观农业理论与实际生产的教学科研管理工作，专长于稻麦高产高效理论与技术、农业可持续发展战略研究。兼任南京农业大学兼职教授，江苏省作物学会理事长，中国作物学会第六届副理事长等学术职务。1994年出版《十年回顾》。主编有《稻麦研究新进展》《江苏农业资源及综合发展区划》，参编有《江苏稻作学》等书籍。
1983年3月，当选江苏省人民政府副省长、第六届全国人大代表。1992年3月，在江苏省第七届人民代表大会第五次会议上补选为省人大常委会副主任。1998年退休后，担任江苏省人大工作理论研究会副会长、江苏省儿童少年福利基金会会长、江苏省诗词协会会长等职。2020年5月29日12时10分在南京逝世。

## 观点
凌启鸿认为“海水稻”名不符实，大规模发展滩涂种植缺乏现实性，并在2018年7月《中国稻米》期刊发表《盐碱地种稻有关问题的讨论》。

## 出版物
- 凌启鸿 (编). . 中国农业出版社. 2012. ISBN 9787109173163.
- 凌启鸿等 (编). . 中国农业出版社. 2005. ISBN 9787109099838.
- 凌启鸿 (编). . 上海科学技术出版社. 2000. ISBN 9787532357208.
- 凌启鸿 (编). . 中国农业出版社. 1995. ISBN 9787109043138.